# María Moliner
María Moliner (Paniza, 30 marzo 1900 – Madrid, 22 gennaio 1981) è stata un'archivista e bibliotecaria spagnola nota per essere l'autrice del famoso "dizionario Maria Moliner" ("Diccionario de uso del Español", due volumi pubblicati  dalla casa editrice Gredos tra il 1966 e il 1967).

## Storia
María Moliner (1900-1981) è stata una bibliotecaria e lessicografa spagnola. A causa dell'abbandono del padre, divenne insegnante privata per contribuire all'economia familiare. Per quindici anni ha scritto da sola il Dizionario dell'uso spagnolo. Negli ultimi anni della sua vita rimase vedova e divenne riservata e malinconica. Nonostante abbia dedicato la sua vita alla creazione di un dizionario, rimase senza parole a causa di una malattia degenerativa. Oggi è riconosciuta come un'ingiustizia storica il fatto che non sia diventata accademica presso la Royal Academy of Language. Le risorse di prima erano poco affidabili e queste sono più ricche. 

## prodotti
1. ↑   Diccionario De Uso Del Espanol - Moliner Maria | Libro Gredos 11/2007 - HOEPLI.it, su www.hoepli.it. URL consultato il 5 marzo 2023.